# Iaïliou
 (mai 2024).
Si vous disposez d'ouvrages ou d'articles de référence ou si vous connaissez des sites web de qualité traitant du thème abordé ici, merci de compléter l'article en donnant les références utiles à sa vérifiabilité et en les liant à la section « Notes et références ».
Iaïliou (en russe : Яйлю, aussi orthographié Яйлю́, en altaï méridional : Jайлу, Ĵaylu, qui signifie résidence d'été, yourte d'été, camp d'été, pâturages d'été), est un village de la république de l'Altaï en Russie. Se trouvant dans le raïon de Tourotchak, il se situe dans le nord de la république. Il fait partie de la municipalité rurale d'Artybach, qui a comme chef-lieu le village d'Artybach. Sa population s'élevait à 188 habitants lors du recensement de 2021.
Village baigné par le lac Teletskoïe, lac classé à l'UNESCO au sein des montagnes dorées de l'Altaï, il attire de nombreux touristes. Il est aussi un des rares villages de la république à se trouver dans la périmètre de la réserve naturelle de l'Altaï, aussi une partie patrimoine mondial.

## Géographie

### Situation administrative
Le village de Iaïliou se trouve dans la république de l'Altaï, un sujet du sud de la Sibérie en Russie. Il fait partie du district fédéral sibérien, se trouvent à 478 km au sud-est de Novossibirsk, la capitale du district. Iaïliou se situe aussi à 3 242 km à l'est de Moscou, ainsi qu'à 114 km au sud de Gorno-Altaïsk, la capitale de son sujet.
Iaïliou est l'un des trente-deux villages du raïon de Tourotchak, le raïon qui est le plus au nord du Haut-Altaï. Tourotchak, son chef-lieu, se situe à 64 km au nord du village. Le village fait partie de la municipalité rurale (municipalité) d'Artybach, dont le village d'Artybach en est son chef-lieu. Cette municipalité regroupe 4 localités : Artybach ; Iogatch, Novotroïtsk et Iaïliou.
|                        | Mont Toro (1004 m) |                       |
| Mont Koboukhta (670 m) | Iaïliou            | Mont Basskina (787 m) |
| Lac Teletskoïe         | Lac Teletskoïe     | Lac Teletskoïe        |

### Situation géographique

Carte OSM du village.

Le village de Iaïliou se trouve dans la partie la plus septentrionale du Haut-Altaï, nom de la partie russe de l'Altaï, un vaste système montagneux en Asie centrale. Précisément, le village est bordé par les monts de la chaîne de la Biia (ru), un des chaînons les plus septentrionaux de l'Altaï, mais aussi l'un des moins élevés. Son point culminant, le Koubez, culmine à seulement 1 555 km.
Le village se trouve sur un plateau dominant le Teletskoïe, le plateau étant à environ 450 m d'altitude, alors que l'eau est à 434 m. Iaïliou est situé sur le rivage nord du lac, mais sur le centre de ce rivage nord. Le village se trouve près de l'endroit où le lac « tourne », le Teletskoïe ayant une forme de « L » inversé. Une des branches va vers l'ouest, l'autre vers le sud.
Le village se situe sur les rives d'une petite anse, comprise entre le cap Koboukhta à l'ouest et le cap Tchichilgan à l'est. Il est entouré de montagnes d'une altitude allant de 600 à plus de 1 000 m. Parmi les montagnes, plusieurs sont nommées ; dont le Koboukhta avec ses 670 m à l'ouest ; le Toro au nord avec ses 1 004 m, et juste en-dessous mais toujours au nord le mont Klyk avec ses 835 m. Il y a aussi un mont sans nom au nord-est, culminant à 1 239 m. Enfin, à l'est se trouve le mont Basskina avec ses 787 m.

Le village est l'endroit où plusieurs rivières se jettent dans le Telteskoïe, avec à l'ouest la Tchétchendek, et à l'est l'Okporok. Deux petits ruisseaux naissent dans le village pour se jeter dans le lac : la Troisième Rivière et la Quatrième Rivière. Une grotte se trouve à l'ouest du village.

### Climat

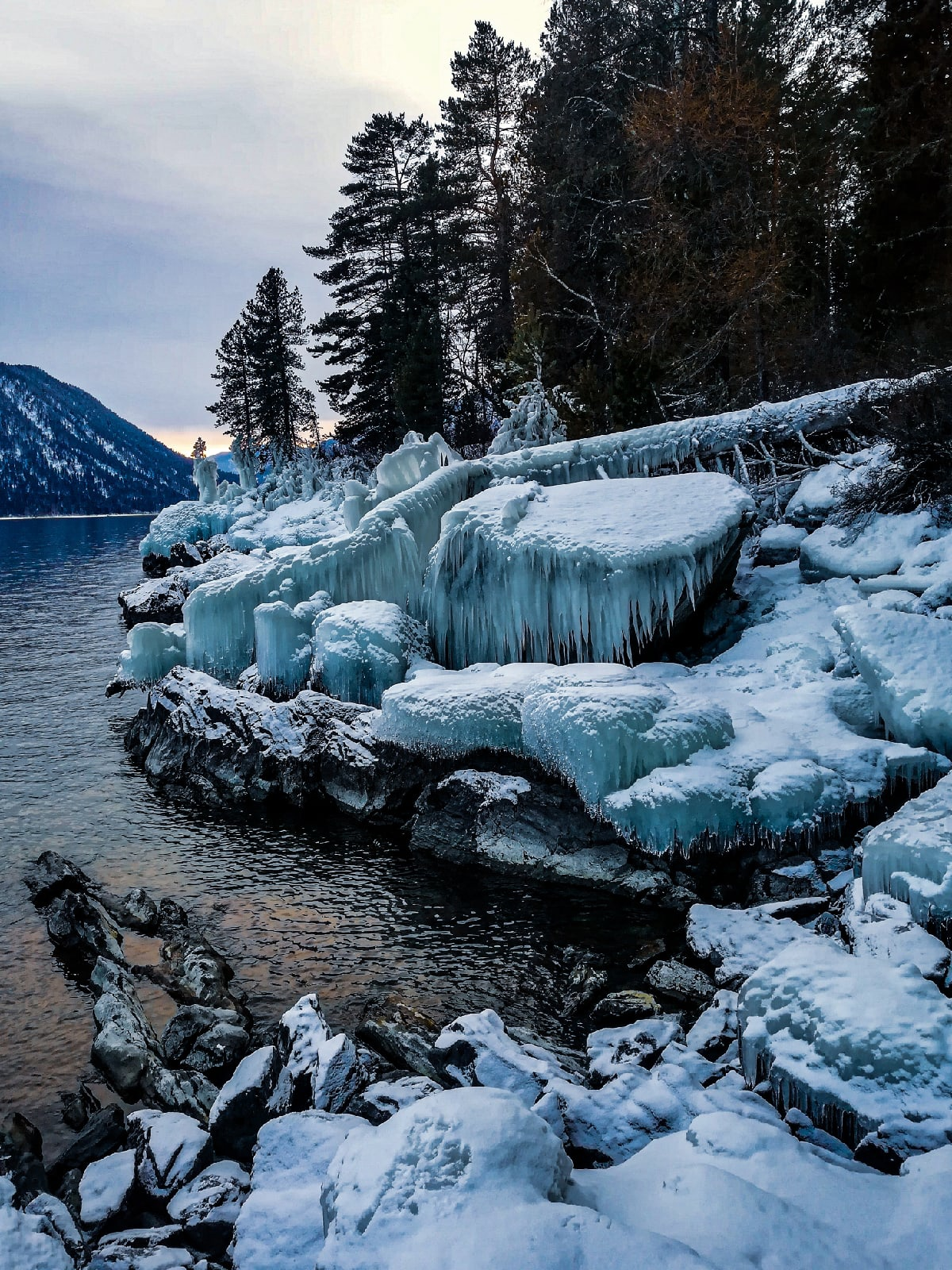
Glaces sur la rive.

Bien que situé à seulement 28 km d'Artybach, Iaïliou possède un climat assez différent, avec un climat doux et humide, permettant la culture de certains fruits qui ne pourraient pas être cultivés quelques kilomètres plus loin. L'influence du lac est très forte sur le village, et la température moyenne annuelle est de +3,2 °C. Le village est à la fois l'endroit le plus chaud en été, avec un moyenne de +16,6 °C en juillet, ainsi que le plus froid en hiver, avec une température moyenne de −9,2 °C. Le minimum absolu est lui d'environ −32 °C.
En termes de précipitations, elles sont d'environ 800 mm/an, avec les deux tiers tombant entre les mois de mai et août, ce dernier mois étant le plus pluvieux. La neige est importante en hiver, et la période sans gel est de 124 jours.
Le village est très venteux, à cause du relief du lac mais aussi du climat régional. Les vents venant du sud-est sont appelés localement « Verkhova », et ceux du nord-ouest « Nizovka ». La moyenne annuelle de jours avec des vents forts est de 13, et le record fut de 33 jours en 1948. Les vents forts sont fréquents en hiver, avec parfois 15 jours de vents forts en décembre et janvier seulement. Au contraire, il y a peu en été, avec un maximal enregistré de 3 en juillet.

### Faune et flore
Iaïliou possède une faune et flore typique de cette région de Sibérie méridionale, avec de très grandes étendues de taïga. En termes de flore, cette taïga est composée de forêts mixtes, avec des trembles, des pins de Sibérie, des bouleaux et des mélèzes de Sibérie. Des clairières interrompent ces forêts, avec des fougères, vesces, pâturins des prés, vulpisn des prés et autres. Parfois, on peut rencontrer des reines-des-prés, des acacias, des sorbiers. Il y a aussi des groseilliers, carex et bergenia.
Pour la faune, on peut apercevoir le corbeau, la mésange charbonnière, l'hirondelle rustique, la pie-grièche et la bergeronnette grise. Dans les forêts nichent des grives de Naumann, pinsons des arbres, pipits forestier, buses variables, pouillots, moucherolles gris, grives à gorge noire. En automne, les hiboux se trouvent en très grands nombres tout comme d'autres oiseaux de proie. Depuis le début des observations, des sternes, huppes, grands-ducs, bécassines, tourterelles et autres.
Sinon, nagent dans le lac des corégones, truites, goujons, et une fois a été pêché un nelma (Stenodus nelma). Il y a aussi sur terre des ours, cerfs et autres espèces. Concernant les ours, ils peuvent venir dans le village lors d'incendies ou mauvaises récoltes pour chercher de la nourriture. Comme il est interdit dans la réserve de tirer sur quelconque animal, des couvre-feux peuvent être instaurés la nuit pour éviter que les habitants croisent des ours.

## Histoire

### Archéologie
En 1963 fu trouvé dans les environs du village une hache en bronze, de très haute qualité. Longue de 17,6 cm, et large de 3 cm, elle fut découverte lors de la construction d'une scierie, et fut transférée au musée national de la république de l'Altaï. D'après les estimations, elle daterait d'entre les IXe et VIIIe siècles av. J.-C., pendant la dernière période de l'Âge du bronze dans la région.

### Tsarat et Empire russe
L'histoire des premiers peuplements du village actuel est incertaine, à cause du manque de sources d'époque. L'on sait qu'au Moyen Âge, la zone autour du Teletskoïe était peuplée par des Téléoutes et par d'autres peuples. Ils vivaient de l'élevage du bétail, mais aussi grâce à la chasse et la pêche, mais étaient nomades.
Vers 1625, les cosaques de Sibérie récoltèrent pour la première fois le iassak dans les terres entourant le lac, mais en 1830, les populations nomades refusèrent de payer. Une bataille s'ensuivit dans les environs du lac, et les cosaques gagnèrent, soumettant les peuples des environs du lac.
En 1854, un prêtre de la mission spirituelle de l'Altaï (ru) atteint l'embouchure de la rivière Iaïliouach, où se trouvait un plateau où poussait une forêt de bouleaux. S'interrogeant sur la présence de la forêt de bouleaux, il demanda aux habitants d'Artybach pourquoi existait-elle. D'après les Altaïens vivant à Artybach, il y avait avant un village avec des terres arables, mais il fut abandonné, laissant pousser la forêt.
D'après la Liste des lieux peuplés du territoire sibérien, publié en 1928, le date de fondation du village est 1812, mais son exactitude est très incertaine. Cette date viendrait que des employés du Département statistique ont interrogé juste avant la publication de l'ouvrage de vieilles personnes du village, mais les dates étaient souvent différentes.
D'ailleurs, selon certains interrogés, en 1642, un ostrog fut établi par les cosaques sur l'emplacement actuel du village, afin de surveiller des terres récemment conquises. Ils se seraient établis sur une colonie de Tiourgechi (ru) (突骑施), que ces derniers auraient fui à cause des maladies apportés par ces arrivants. En tout cas, l'on sait qu'en 1854, le village avait déjà été habité, mais ensuite s'était dépeuplé. Quant aux ostrog, deux ont été retrouvés autour du lac par des fouilles, mais aucun au niveau du village.
En 1893, le village était peuplé de 4 ménages, où vivaient 14 hommes et 11 femmes, qui étaient tous des Altaïens. Le village est ainsi habité de manière continue depuis une date comprise entre 1854 et 1893, soit une période de 39 ans. En 1899, la population était désormais de 16 hommes et 15 femmes vivant toujours dans 4 ménages.
En 1905, Viktor Ivanovitch Verechtchaguine (ru) nota que le village était un bon mouillage pour les bateaux sur le lac. Le village était alors composé de cabanes en bois, et les habitants cultivaient un peu d'orge et parfois du blé.
En 1909, d'après un missionnaire, il y avait 8 yourtes d'Altaïens, avec seulement une famille baptisée.

### Période soviétique

#### Années 1920 à la fin de la guerre
Lors du recensement de 1926, le village était peuplé de 19 hommes et de 26 femmes, répartis dans 12 ménages.
En 1929, une expédition botanique eut lieu dans les environs du village, et en 1930, le conseil des commissaires du peuple de la RSFSR décida de créer une réserve dans l'Altaï. AInsi, en mars 1931, plusieurs scientifiques firent escale au village afin de faire des études préliminaires.
Le 6 juillet 1931, une station météorologique fut ouverte par l'Académie des sciences de l'URSS.
Le 16 avril 1932, la réserve naturelle de l'Altaï fut instituée, qui englobait le village. Plusieurs employés de la réserve furent installés dans le village, avant que la gestion de la réserve migre au cours de l'été vers le village d'Artybach.
En 1934, un moulin fut construit dans le village.
Pendant l'année 1935 fut créé à Iaïliou un centre de surveillance du monde animal, qui comprenait un vétérinaire. Mais l'accès au village étant difficile, le matériel fut transporté principalement par le lac, même si des charrettes purent arriver au village depuis Artybach. Il y avait en tout 65 employés dans le village pour la réserve et ses centres.
En août 1935, les premiers touristes arrivèrent dans le village, avec 12 personnes du Komsomol. La même année, une pépinière fut ouverte dans le village, qui a ensuite donné le verger du village qui existe toujours.
En novembre 1936, une phototèque illustrant la réserve fut ouverte.
Pendant les années qui suivirent, l'agriculture continua de devenir de plus en plus importantes, avec de nouvelles cultures d'avoine, de chanvre, de pomme de terre, etc. Cette agriculture était une nécessité pour les habitants du village, qui devaient faire face à un enclavement extrême. Il fallait entre 4 à 5 jours depuis Oïrot-Toura en cheval pour se rendre à Artybach, puis soit prendre un bateau sur le lac, soit suivre un sentier de montagne d'une trentaine de kilomètres.
Avec la population grandissante, une bibliothèque, un musée, une salle polyvalente, un centre équestre, une porcherie, un poulailler furent construits pour les habitants. Les employés de la réserve vivaient en effet avec leurs familles dans le village. Pour les habitants qui n'étaient pas employés par la réserve, ils furent souvent expulsés du village vers Artybach ou Iogatch. Souvent, les scientifiques qui venaient dans le village venaient du printemps à l'automne, et en hiver ils se rendaient à Moscou pour leurs travaux.
En 1937, une ferme collective fut ouverte dans le village, ainsi qu'une école. Un bateau à vapeur nommé le « Partisan » fut mis en service pour assurer le transport sur le lac.
En 1939, Iaïliou disposait de deux immeubles résidentiels, d'un commerce, d'un club, d'un bain public, mais aussi d'une ferme toujours plus grande ainsi que de l'électricité, chose rare pour l'époque dans la région.
Au cours des derniers jours de juin 1941, plusieurs personnes furent enrôlées dans les rangs de l'Armée rouge pour aller se battre sur le front. Les habitants et scientifiques restants devaient eux participer à l'effort de guerre en envoyant des vêtements en peaux d'animaux à l'Armée. L'administration de la réserve fut compliquée, étant donné que 90 % des hommes étaient partis au front, rendant les conditions difficiles pour par exemple empêcher le braconnage. Selon le monument aux morts, 65 hommes sont partis au front, et 49 ne sont pas revenus. Pour l'Altaïskaïa Pravda, 60 hommes étaient partis, et 53 n'étaient pas revenus.
Le 25 octobre 1944, le bateau Partisan effectua sa dernière rotation, le bateau à vapeur étant remplacé par un autre plus moderne.

#### De 1945 à 1967
En 1948, une centrale électrique thermique fut construite dans le village, et la même année, des groupes de touristes commencèrent à arriver dans le village afin d'explorer la réserve. Il y avait désormais un dispensaire dans le village.
Le 10 septembre 1951, la réserve naturelle de l'Altaï fut dissoute par le décret no 1085 du  Conseil des ministres de la RSFSR, menaçant directement les emplois dans le village.
En 1952, des excursions en bateau pour les touristes ont commencé à se faire sur le lac depuis le village. Quatre ans plus tard, une foresterie fut ouverte. Le village s'est progressivement reconverti en étape pour les touristes, même si une partie conséquente de la population était désormais au chômage. Cependant en 1957, une partie du territoire de l'ancienne réserve regagna une protection, même si la protection n'était pas le statut de réserve naturelle.
Mais en 1961, elle reperdit son statut. Le musée ferma, tout comme le lieu d'archives, les biens et documents étant transportés à Barnaoul ou à Biïsk, même si certains furent perdus au cours du trajet. Cependant la même année, une station de l'institut biologique de la branche sibérienne de l'Académie des sciences de l'URSS fut ouverte dans le village, réembauchant d'anciens scientifiques de la réserve.
En 1965, une exploitation forestière fut ouverte dans le village. Le village disposait désormais d'un embarcadère, et la chasse et la pêche étaient pratiquées de manière récréative. Le tourisme était de plus en plus important par rapport à la faible taille du village, et des concerts amateurs étaient organisés au cours de l'été par des étudiants d'universités venus dans le village pour le patrimoine naturel.
En 1965, la station météorologique est devenue une station hydrométéorologique, afin d'étudier le lac et son état. Même si la réserve n'existait plus, le village restait le centre scientifique pour les chercheurs voulant étudier les montagnes de l'Altaï. Dans le village se trouvait une pépinière expérimentale et une ferme de maral.

#### De 1967 à 1991
Entre 1965 et 1967, la communauté scientifique russe évoqua l'idée de recréer une réserve dans l'Altaï, et le 24 mars 1967, le Conseil régional des députés ouvriers de l'Altaï approuva l'idée de la recréer. Après tractations, le 7 octobre 1967, la réserve fut recrée sur le même territoire que l'ancienne, ré-englobant le village.

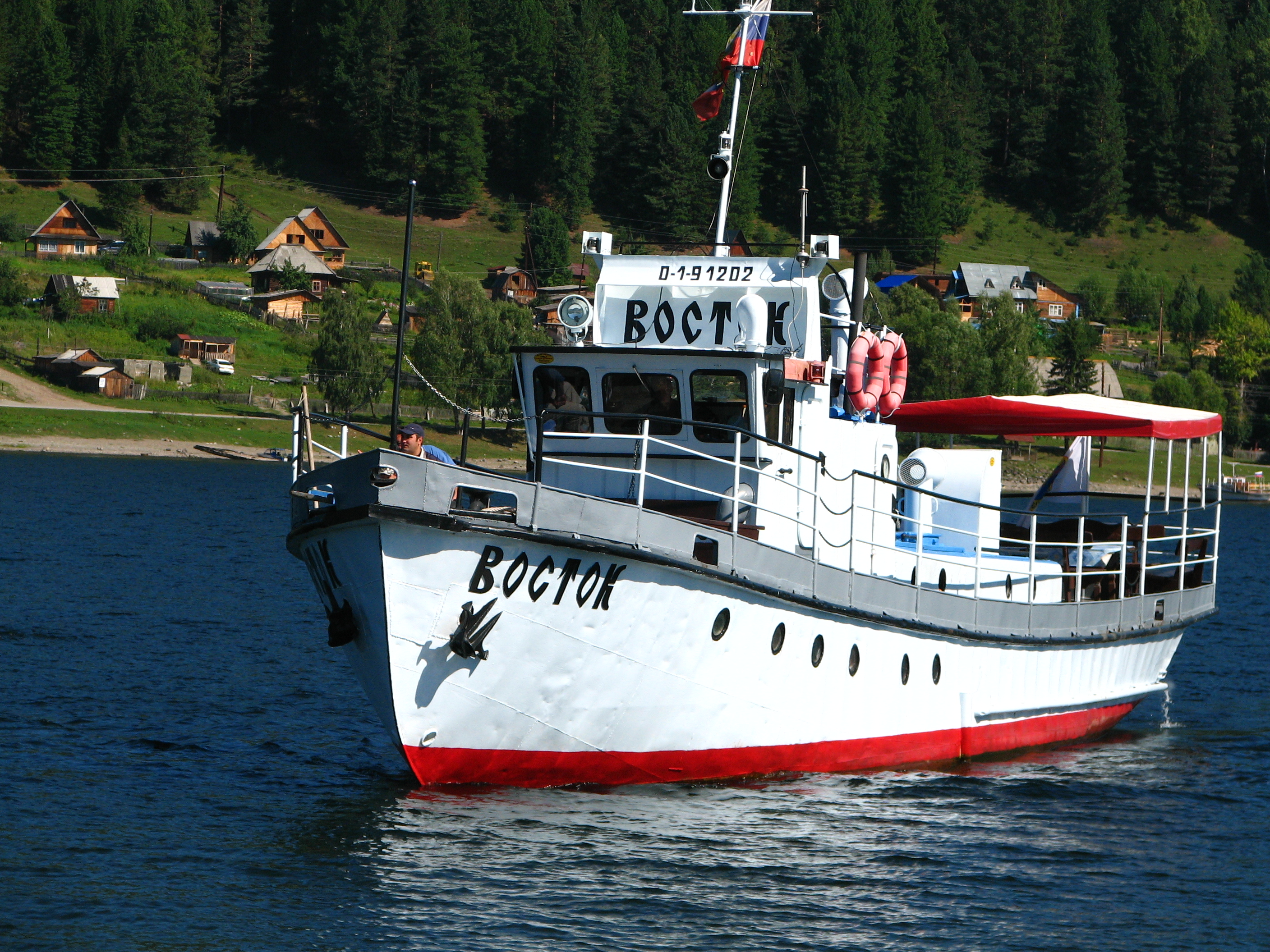
Le Vostok à Artybach.

Très vite, un nouveau bateau fut créé pour le transport lié au fonctionnement de la réserve, qui fut nommé l'« Irbis ». Peu après, un autre bateau, le « Vostok » fut mis en service pour les besoins des hydrologues.
En 1974, le village prospérait à nouveau, avec de nombreux scientifiques venant dans le village pour aller étudier la réserve ou bien le lac. Des festivités étaient organisées dans le village, avec des concours et concerts, comme lors de Noël ou des Nouvelles Années.
Vers la fin des années 1970, la télévision fut installée dans le village, puis un hôtel fut construit sur les bords du lac. Iaïliou était devenu une destination touristique pour l'intelligentsia de la région, que ce soit Novossibirsk (Akademgorodok) ou Barnaoul. Des scientifiques allemands, polonais, tchécoslovaques, hongrois, mais aussi britanniques, canadiens et même américains ont visité la réserve et le village.
Grâce à l'augmentation des subventions, la réserve a pu acheter des hélicoptères, basés dans le village, afin de patrouiller la réserve mais aussi de secourir. Le village possédait des maisons rénovées, il y avait des voitures, tracteurs, 4x4, et de nombreux bateaux de tout type. Il y avait environ un bateau pour 2 habitants dans le village. L'école fut rénovée tout comme les bains, et une boulangerie fut ouverte. Beaucoup de jeunes du Komsomol travaillaient dans le village.
En 1981, un monument dédié aux soldats du village morts pendant la Seconde Guerre mondiale a été inauguré dans le village.

### Depuis la fin de l'URSS
La dislocation de l'URSS n'a pas entraîné de conséquences majeures sur le village et sur la réserve. En effet en 1998, la réserve naturelle de l'Altaï ainsi que le Teletskoïe furent inscrits au patrimoine mondial de l'Unesco (avec deux autres sites de la région) au sein du site des montagnes dorées de l'Altaï, après avoir été proposé par le gouvernement russe.
En 1999, le bureau principal de l'administration de la réserve a brulé, faisant perdre une quantité importante d'informations sur la réserve ainsi que les archives.
En septembre 2000, un monument fut installé dans le village, dédié à tous les agriculteurs de la région du lac.
En 2003, la branche Altaï-Saïan du service géophysique de la branche sibérienne de l'Académie des sciences de Russie a créé une station sismique dans le village.
En 2007, par volonté de la population locale, un musée fut créé sur le rôle de la mission spirituelle de l'Altaï dans le village, puis l'année d'après, un film d'auteur fut filmé dans le village.
À l'initiative des résidents locaux fut créé en 2007 un Conseil public, une assemblée du village pour résoudre les problèmes d'importance locale.
Le village reçut une délégation russo-française dans le village sur l'environnement, avec la présence de Frédéric d'Agay, historien français.
Le 26 mai 2009, l'UNESCO désigna la réserve de l'Altaï comme réserve mondiale de biosphère.
En juillet de la même année, le village reçut d'abord une délégation américaine sur l'environnement, puis une délégation française comprenant le président du parc naturel français du massif des Bauges et des représentants de la mairie de Chambéry. Dans la fin du mois, une délégation de Commission mondiale des aires protégées se rendit dans le village.
En 2012, des festivals et animations eurent lieu dans le village, et à ce moment-là, 34 personnes travaillaient directement dans un service de la réserve.
Le 7 juillet 2013, une centrale solaire et diesel fut ouverte dans le village, d'une capacité de 100 kW, permettant d'alimenter le village à hauteur de 40 % par l'énergie solaire, le reste par le diesel.
Le 22 juillet 2016, un nouvel édifice fut construit pour la station hydrométéorologique du lac, et le 20 octobre 2016, une église orthodoxe dédiée à la Transfiguration fut ouverte et sacralisée.
Le 26 janvier 2018, la plongée la plus profonde dans le lac eut lieu, le plongeur atteignant 100 mètres de profondeur.
La même année, un monument fut construit pour les troupes frontalières russes.
En 2020, l'école fut renommée d'après Igor Viatcheslavovitch Livanov, un des anciens directeurs de la réserve, sur demande de la population locale.
En 2021, une armoirie fut créée pour le village, et la même année, un sentier sous-marin fut créé dans le Teletskoïe vers le village. Toujours en 2021, un refuge pour oursons orphelins fut créé dans le village.

## Population et société

### Démographie
Recensements (*) et estimations de la population,,,,:
| 1893 | 1899 | 1926* | 2002 |
| ---- | ---- | ----- | ---- |
| 25   | 31   | 55    | 234  |

| 2008 | 2009 | 2010* | 2011 |
| ---- | ---- | ----- | ---- |
| 184  | 187  | 187   | 188  |

| 2012 | 2013 | 2014 | 2015 |
| ---- | ---- | ---- | ---- |
| 184  | 190  | 191  | 187  |

| 2016 | 2021* | - | - |
| ---- | ----- | - | - |
| 183  | 188   | - | - |

En 2002, sur les 234 habitants, il y avait 82 % de Russes, soit 191 habitants.

### Culture locale et services
Aujourd'hui, le village dispose d'une école, d'un club de village, d'un bureau de poste, d'un centre de soins d'urgence (ru), d'un terrain sportif et d'autres services. Il y a une église orthodoxe dédie à la Transfiguration.
Depuis 2002, un petit yacht-club existe dans le village, avec des compétitions de voile qui sont organisées sur le lac à la mi-juillet. Tout comme à Artybach, le dernier dimanche de juillet est le jour du festival de l'eau dans le village, avec des expositions, compétitions de sports nautiques, spectacles et surtout feux d'artifice.
Chaque année, les vergers et le village accueillent les fêtes de la Pomme Sauveuse, avec des expositions d'artistes, des dégustations et des animations. En mai, lorsque les cerisiers et pommiers fleurissent, le village devient rose et blanc avec les fleurs de ces arbres.

## Économie et transports
La réserve et le tourisme qu'elle génère sont l'épine dorsale de l'économie du village. Même si le nombre de touristes est faible à cause de l'interdiction de monter des tentes et l'inexistence de campings et centres touristiques, il est important comparé à la population du village. Les touristes dorment dans des gîtes ou chez l'habitant, et doivent en rentrant dans le village payer une taxe de séjour car le village fait partie intégralement de la réserve. Les habitants travaillent surtout dans les différents services de la réserve naturelle de l'Altaï, avec de nombreux scientifiques et leurs familles.
Le village possède de riches vergers (les verges Rachkine), où sont cultivés des raisins, prunes, cerises, cassis, chèvrefeuilles, abricots, pommes et poires. Ces vergers, avec plus de 100 cultures cultivés, sont une attraction en soit dans le village, et sont parfois visités par les ours lorsqu'ils sot en quête de nourriture.
Concernant les transports, le village est relié au reste du réseau routier russe par seulement une seule route : la route régionale 84K-10, qui sur 21 km, traverse la taïga depuis le village de Biïka jusqu'à Iaïliou. Cette route est seulement accessible aux véhicules tout-terrain, la route étant plutôt une piste forestière. Depuis Biïka, la 84K-101 prend le relais jusqu'à Verkh-Biïsk où elle rencontre la branche de la R256, la « route du Teletskoïe », au village de Verkh-Biïsk, après avoir fait 47 km de pistes forestières, là aussi que pour les 4x4. Cette branche de la R256 mène soit vers Artybach, soit vers Gorno-Altaïsk et Maïma, où se trouve l'axe principal de la route,. Il n'y a aucun bus ni liaison régulière par bateau depuis le village.
En termes d'activités touristiques, des excusions sur le lac sont organisés, le village disposant d'un petit yacht club.
Le village est alimenté en électricité par une centrale solaire et un générateur diesel depuis 2013.

## Galerie

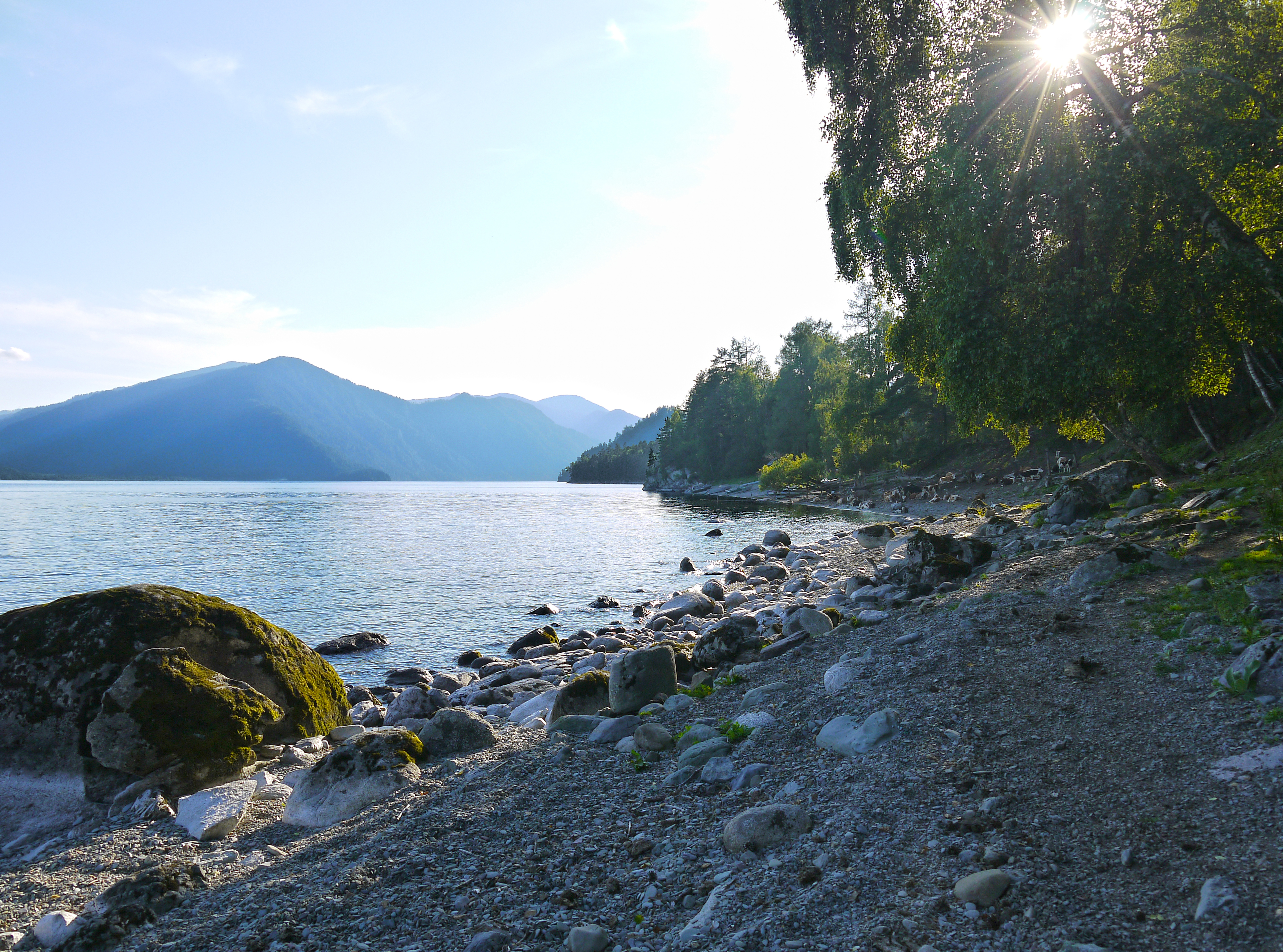
Plage de galets sur le lac avec des touristes (au fond).
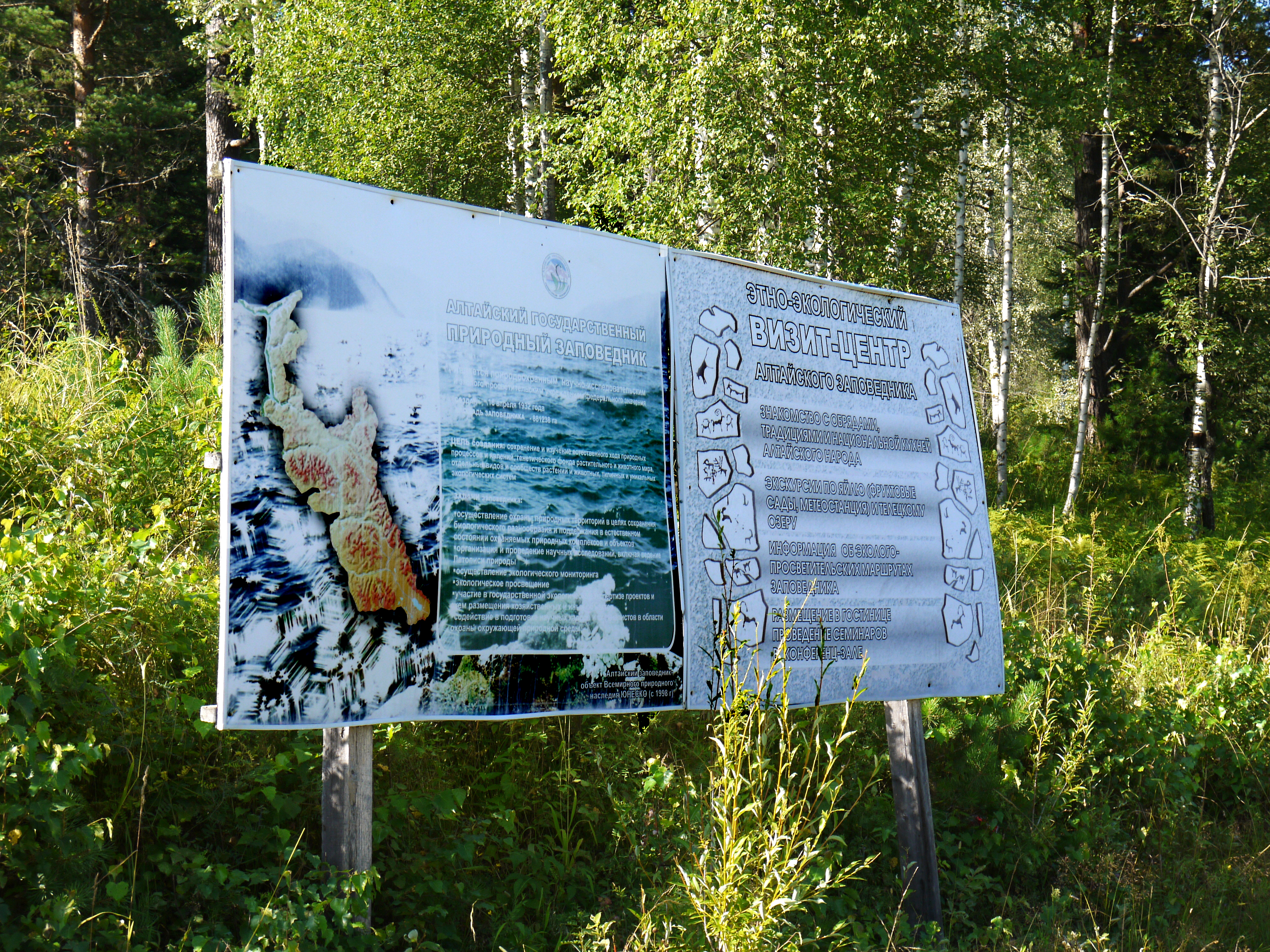
Panneau d'entrée dans la réserve naturelle de l'Altaï.
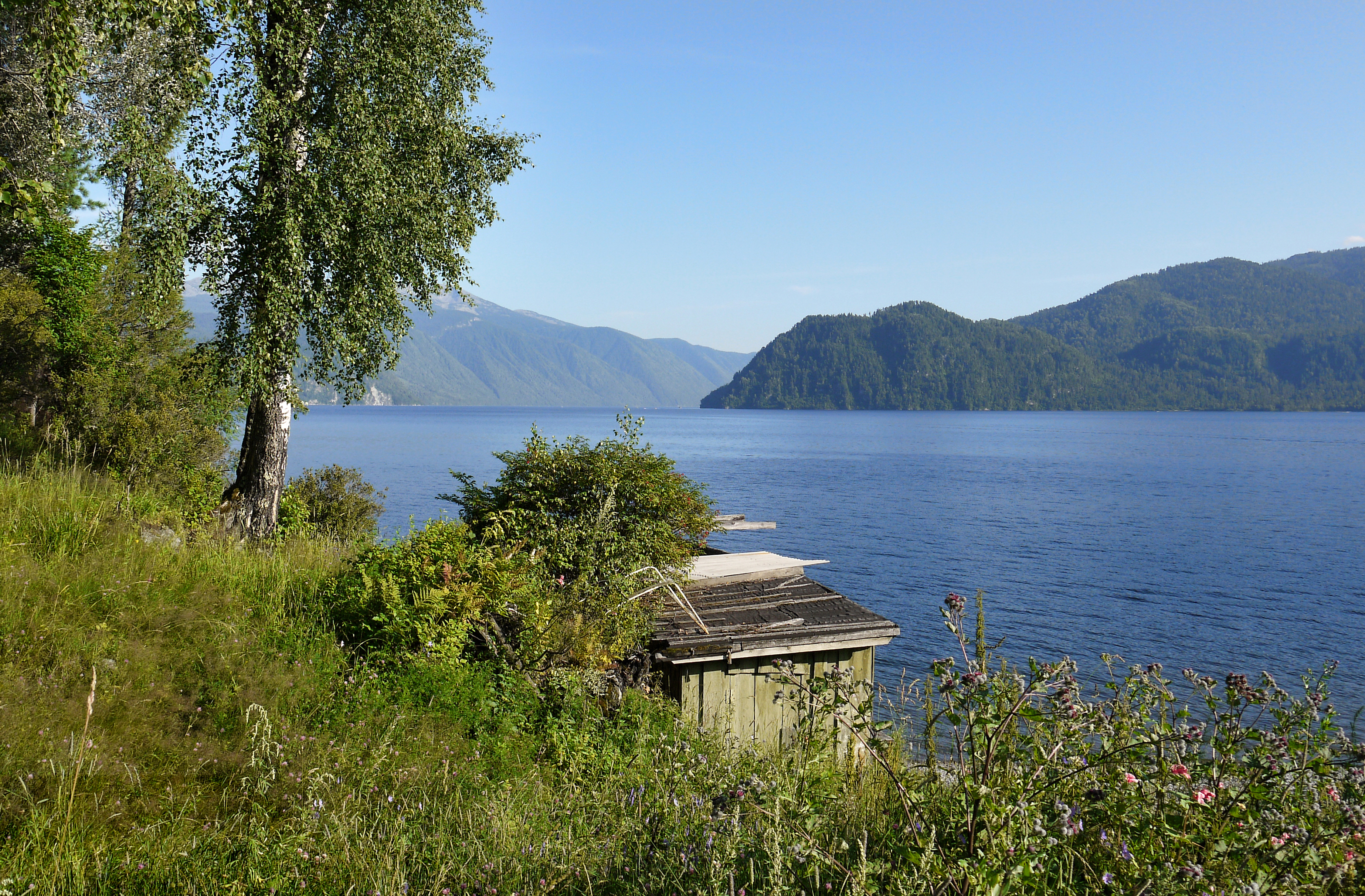
Cabane sur le rivage.
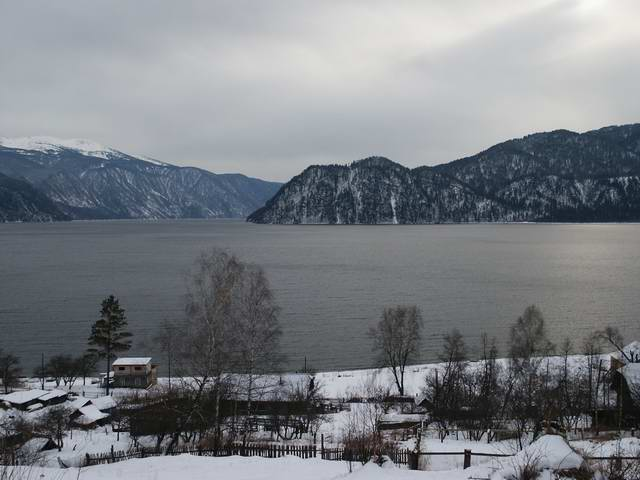
Le village en hiver.
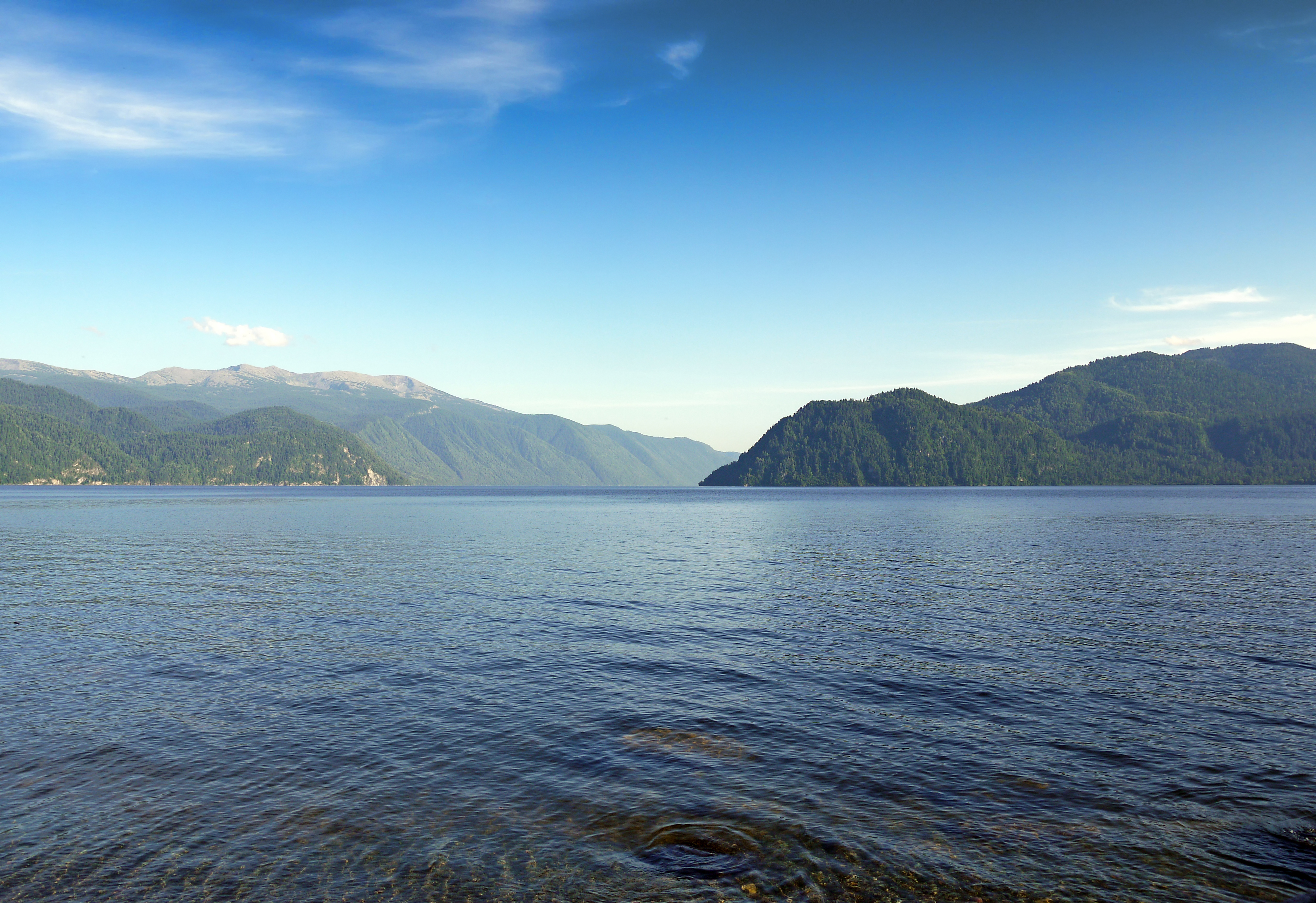
Le Teletskoïe.

### Ouvrages officiels
: document utilisé comme source pour la rédaction de cet article.
- (ru) Commune rurale d'Artybach, КАРТА ФУНКЦИОНАЛЬНЫХ ЗОН С. АРТЫБАШ АРТЫБАШСКОГО СЕЛЬСКОГО ПОСЕЛЕНИЯ ТУРОЧАКСКОГО РАЙОНА РЕСПУБЛИКИ АЛТАЙ М: 1:10000 [« Carte des zones fonctionnelles du village d'Artybach de la municipalité rurale d'Artybach du raïon de Tourotchak de la république de l'Altaï (échelle: 1:10000) »] (lire en ligne)
- (ru) V. N. Kliouchnikov (Directeur), G. N. Bakhourov (Architecte en chef) et G.Ya. Sizova (Chef de service), ГЕНЕРАЛЬНЫЙ ПЛАН ЧАСТИ - МО «АРТЫБАШСКОЕ СЕЛЬСКОЕ ПОСЕЛЕНИЕ» - ПОЯСНИТЕЛЬНАЯ ЗАПИСКА - Том I - Материалы по обоснованию проектных решений [« PLAN DIRECTEUR PARTIEL - MO « COMMUNE RURALE D'ARTYBACH » - NOTE EXPLICATIVE - Volume I - Documents sur la justification des décisions de conception »], Barnaoul,‎ 2013 (lire en ligne)
- (ru) EcoCenter " Zapovedniki " et Réserve naturelle de l'Altaï, Заповедное село Яйлю [« Village réserve de Iaïliou »], 38 p. (lire en ligne)
- (ru) Sur le chemin de la santé avec Koukaratchi (Mythes et histoires sur le village) (lire en ligne)